# Tarrantiner
Als Tarrantiner (engl. Tarrantine) wurden früher Indianer in der Gegend des Bundesstaates Maine bezeichnet. Tarrantiner ist die deutsche Form des englischen Synonyms Tarrantine oder Tarratine für die Micmac. So bezeichneten englische Kolonisten im 17. Jahrhundert Angehörige dieses Indianerstamms im Osten Kanadas.
Ursprung und Bedeutung der Bezeichnung „Tarrantine“ sind unsicher. Sie scheint aber ein indigenes Wort zu sein, das von ihren traditionellen Feinden, den kornanbauenden Indianern, wie den Abenaki, Penacook und Massachusett, verwendet wurde.
Es gibt alte Aufzeichnungen, denen zufolge die Tarrantiner gegen die Abenaki von 1607 bis 1615 Krieg führten. Im Verlauf dieses Konflikts, dem Tarrantiner-Krieg (engl. Tarrantine War), wurde Bashabes, der Begründer der Abenaki-Konföderation, getötet.